# Skoky na trampolíně

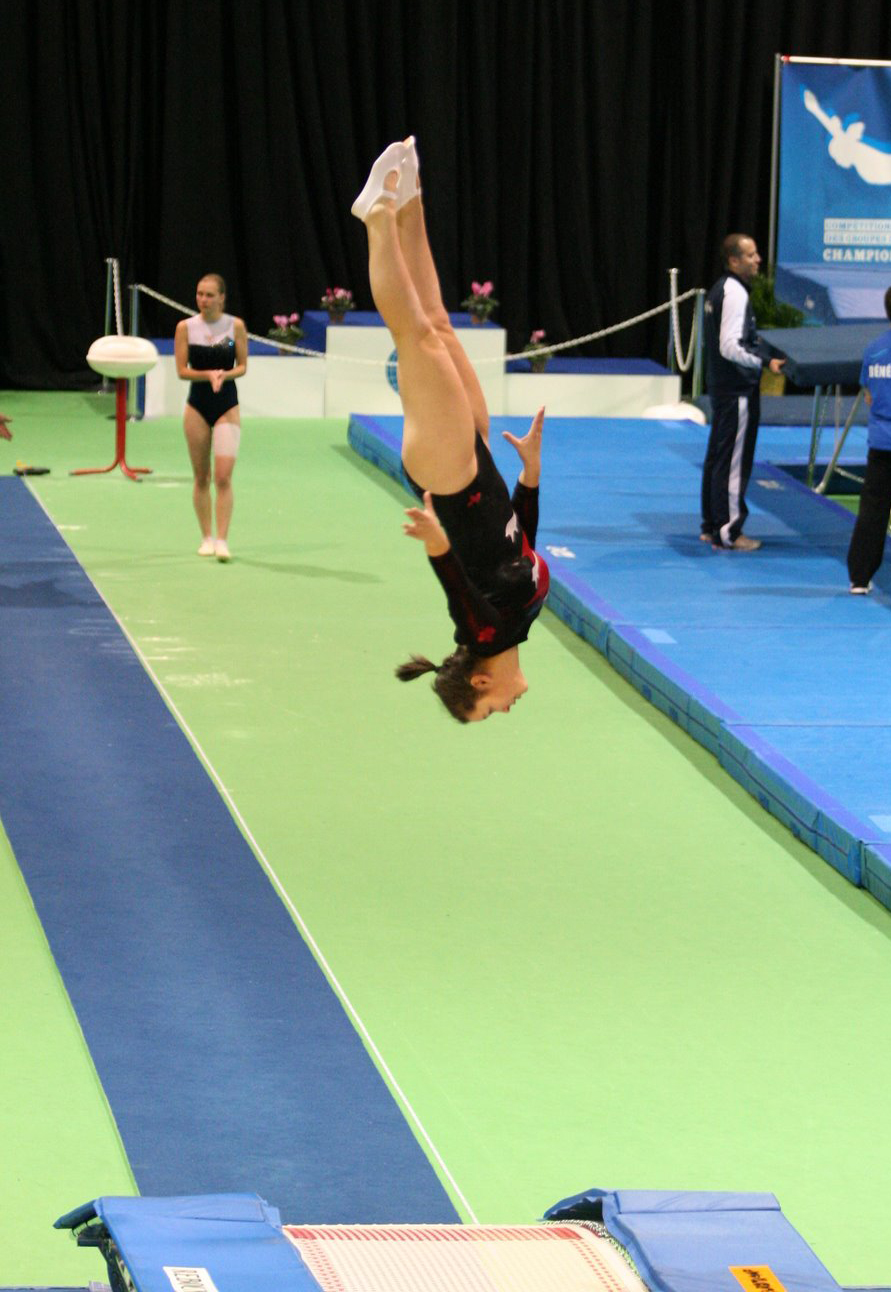

Skoky na trampolíně jsou sportovní odvětví, při němž jednotliví závodníci předvádějí ve vzduchu akrobatické prvky. Ty mohou být prováděny v poloze skrčmo, schylmo, toporně v podobě jednoduchých skoků či složitějších kombinací jednoduchých i vícenásobných salt vpřed, vzad a vrutů. Skoky na trampolíně jsou od roku 2000 součástí letních olympijských her.

## Historie
Údajně prvními průkopníky skákání na trampolíně byli Eskymáci jež k vyhazování používali mroží kůže. Ve středověku zase artisté při své vzdušné akrobacii poskakovali na pružných prknech, s jejichž pomocí se dostávali do úctyhodné výšky.
Trampolínu jako takovou poprvé sestrojil francouzský akrobat du Trampoline, který využil odrazových schopností záchranné sítě pod visutou hrazdou a upravil ji pro samostatná cvičení odvážných a atraktivních skoků.
Novodobá historie skákání na trampolíně začala ve čtyřicátých letech dvacátého století:
- 1936 – Mistr USA ve skocích do vody George Nissen postavil vlastní trampolínu a nechal ji patentovat. V následujících letech začal vytvářet školu skákání na trampolíně, uskutečnil řadu exhibic a vydal první metodické materiály. Stal se tak průkopníkem novodobého skákání na trampolíně
- 1947 – první závod ve skocích na trampolíně v Dallasu (Texas, USA)
- 1964 – první mistrovství světa v soutěžích jednotlivců (Londýn, UK)
- 1965 – první mistrovství světa v soutěžích synchronních dvojic (Lafayette, Francie)
- 1969 – první mistrovství Evropy (Paříž, Francie)
- 1997 – Mezinárodní olympijský výbor schválil zařazení soutěží jednotlivců do programu Olympijských her 2000 v Sydney
- 2000 - skoky na trampolíně poprvé zařazeny do programu LOH (Sydney)

### Historie skoků na trampolíně v ČR
- 60. léta 20. století – Do Československa bylo dovezeno několik trampolín značky Nissen a trampolína tak byla doplňkově zařazena do přípravy sportovních gymnastů a především skokanů do vody.
- 1970 - mezník v rozvoji skoků na trampolíně v Československu (prezentace veřejnosti v rámci Tělovýchovných slavností vzbudila u veřejnosti velký zájem)
- 1972 - První mezinárodní závod uskutečněný v ČR (Praha Podolí II.) Tradiční Mezinárodní závod přátelství se od té doby koná každoročně a stal se druhým nejstarším aktivním závodem
- 1975 – První Mistrovství České republiky (Litoměřice) + první mistrovství Československa (Rožnov pod Radhoštěm)
- 1980 - První účast československé výpravy na Mistrovství Evropy (Brig, Švýcarsko)
- 2000 - účast Petry Vachníkové na LOH v Syndey (11. místo)
- 2008 - účast Lenky Popkin-Honzákové na LOH v Pekingu (15. místo)
- 2012 - účast Zity Frydrychové na LOH v Londýně (15. místo)

## Pravidla
Základem hodnocení skoků na trampolíně je posuzování obtížnosti a kvality provedení jednotlivých prvků v sestavách. Pravidla přitom mají vést skokany k tomu, aby na závodech zařazovali jen takové prvky, které mají bezpečně zvládnuté z tréninku.
Závodníci předvádějí 2 deseti prvkové sestavy. První sestava (povinná) musí zahrnovat povinné prvky příslušné sestavy, kterou se závodník rozhodl předvést, záleží i na věku jedince. Druhá sestava (volná) neobsahuje téměř žádné omezení a závodník se snaží v 10 skocích předvést co nejtěžší prvky, které umí. Sestavy hodnotí 5 rozhodčích provedení + 2 rozhodčí obtížnosti + rozhodčí času letu a cestování (horizontal displacement) + vrchní rozhodčí. Rozhodčí provedení hodnotí provedení za každý skok a výslednou známku tvoří medián všech známek. Koeficient obtížnosti hodnotí rozhodčí obtížnosti, který počítá obtížnost jednotlivých skoků. Známka za čas letu poukazuje na výšku skákání závodníka ve skocích během sestavy. Cestování (horizontal displacement) hodnotí umístění prvků na trampolíně. Poslední dvě uvedené hodnotí přístroj umístěný na trampolíně se softwarem ovládaným rozhodčím. Ve výsledku se všechny známky sečtou, zaokrouhleno na tisíciny. 8 nejlepších závodníků z kvalifikace postupuje do finále, kde předvádí volnou/finálovou sestavu.